# Le Soldat rose

Le Soldat rose est un conte musical composé par Louis Chedid, écrit par Pierre-Dominique Burgaud, créé en 2006 et illustré par Cyril Houplain, créateur de l'univers visuel de -M-.
Il raconte l'histoire d'un enfant, Joseph, lassé du monde des adultes, et qui décide de se réfugier dans un grand magasin pour vivre avec les jouets. L'histoire est contée par une « voix de grand magasin ». Dédié à Billie Chédid, la petite-fille de Louis Chedid, ce conte est pour « les enfants et ceux qui le sont restés ».
Le conte a tout d'abord fait l'objet d'un enregistrement audio, interprété par des vedettes de la chanson française, dans l'esprit du conte musical Émilie Jolie de Philippe Chatel, puis d'un livre illustré. L'album, réalisé par Louis Chedid et Patrice Renson, est paru le 6 novembre 2006.
Quelques jours après la sortie de l'album (le 12 novembre), deux concerts au Grand Rex à Paris ont été donnés le même jour par tous les interprètes originaux (Jeanne Cherhal, -M-, Albin de la Simone, Vanessa Paradis…). Le Rex est complet. La captation est réalisée par Jean-Louis Cap et diffusée sur France 2. Le spectacle filmé remportera le prix du DVD Musical de l’année aux Victoires de la musique en 2008 .
La version comédie musicale sur scène a été créée en 2008 au Casino de Paris, dans une mise en scène de Shirley & Dino, avec une nouvelle troupe d'artistes, six musiciens et des intermèdes dialogués et chorégraphiés. Cette version comédie musicale, est repartie en tournée en France, Suisse et Belgique depuis le 29 novembre 2012, toujours sous la mise en scène par Shirley et Dino, produite par Thierry Suc, et le rôle du Soldat Rose est alors incarné par le jeune auteur compositeur Jeremy Charvet. Ce fut un nouveau succès pour le spectacle du Soldat Rose.
Un film d'animation réalisé par Louis Chedid, sur un scénario et des dialogues d'Arnold Boiseau, produit par  Bonne Pioche et distribué par UGC, est annoncé en 2008 puis à nouveau en 2010, mais le projet n'a encore jamais abouti.
Une suite, Le Soldat rose 2, écrite par Pierre-Dominique Burgaud, composée par Francis Cabrel, illustrée par Sandrine Deniau sort en CD en novembre 2013. Un troisième et dernier opus, Le Soldat rose à la fabrique de jouets, sort en novembre 2017 ; il est composé par Alain Souchon et ses fils Pierre et Charles.
Une nouvelle version du Soldat rose est annoncée pour l'automne 2023, pour fêter les 15 ans de la première édition. Le public a pu retrouver ce nouveau spectacle au Grand Rex en premier lieu, d'octobre à novembre 2023, puis en tournée dans toute la France de novembre 2023 à avril 2024, dans une toute nouvelle mise en scène signée Julien Alluguette, accompagné de Yohann Têté aux chorégraphies.

## Résumé
Un soir, dans un grand magasin, un petit garçon qui s'appelle Joseph, se cache dans le rayon des jouets et se fait ainsi enfermer dans le magasin. Alors que la nuit tombe, il voit les jouets s'animer. La voix du magasin y assiste également.
Le premier personnage qu'il aperçoit est Betty Quette (Jeanne Cherhal), une petite poupée qui change les prix et l'aspect des jouets du rayon, pour être sûr qu'ils ne soient jamais vendus, et qu'ils restent toujours ensemble.
Joseph sort de sa cachette et explique alors pourquoi il n'aime pas le monde des grands qu'il trouve trop petit.
Les jouets se rassemblent petit à petit et commencent à observer avec étonnement ce visiteur. Un soldat entièrement rose (-M-) décide de s'approcher. Il explique qu'il est depuis des années sur les rayons du grand magasin, car personne ne veut de lui : les garçons n'aiment pas sa couleur rose, et les petites filles n'aiment pas sa mitraillette et ne veulent pas d'un soldat.
Les jouets conseillent alors à Joseph, s'il veut visiter le rayon en entier, de prendre le petit train électrique qui passe (Sanseverino). Joseph rencontre, au fur et à mesure de sa visite, le Roi et la Reine (Shirley & Dino) du jeu d'échecs, et Cousin Puzzle (Albin de la Simone), qui range chaque nuit tous les jouets du magasin. Pendant la visite, le gardien de nuit (Francis Cabrel) fait soudain irruption, mais passe sans les voir. Par chance, Joseph s'est caché entre des poupées de chiffon. Une de celles-ci, Made in Asia (Vanessa Paradis), lui explique qu'il faut "des yeux d'enfant" pour les voir et qu'elle a été cousue par une petite fille dans un tout petit pays d'Asie.
Betty Quette explique alors à Joseph que le Soldat Rose pleure à chaque fois qu'il la voit parce que sa fiancée a été vendue, alors que lui est resté ici. Et Made In Asia ressemble exactement à sa fiancée, sauf que Made In Asia à les yeux noirs, tandis que la fiancée du soldat  a les yeux bleus. Joseph décide de chercher dans la boîte du chimiste la formule de la colle à cœur brisé. Ils ne la trouvent pas mais le petit chimiste étourdi (Bénabar) fait rire tout le monde en se trompant de formule, ce qui remonte le moral du soldat. Puis une panthère noire en peluche (Louis Chedid) lui saute au cou "pour le dévorer de bisous car elle peut manger en une journée quatre fois son poids en caresses".
Alors, un homme de ménage passe (Alain Souchon), et Joseph est étonné du fait qu'il soit capable de voir les jouets bouger étant donné qu'il faut des yeux d'enfant. L'homme de ménage lui explique que c'est juste une histoire de volonté, qu'il suffit de ne pas perdre ses lunettes roses et bleues que beaucoup posent négligemment en grandissant et puis oublient une fois adultes. En partant, l'homme de ménage dit au groupe de prévenir le petit garçon perdu qu'il doit rentrer chez lui car ses parents pleurent tellement qu'il aurait pu remplir dix seaux avec leurs larmes. Joseph se demande alors ce qu'il doit faire : rester avec les jouets pour toujours et laisser tomber ses parents, ou repartir et quitter ses nouveaux amis.
Les jouets se mettent alors tous de chœur pour lui dire qu'il n'y a pas de bonheur plus grand que d'être dans les bras de ses parents, qu'il n'y a pas plus réconfortant qu'un papa et une maman… Et que même si ça fait mal, il vaut mieux qu'il s'en aille. La voix du grand magasin (Catherine Jacob) appelle avec son plus beau ton le directeur du magasin, qui appelle à son tour les parents de Joseph.
Alors que celui-ci se jette dans les bras de ses parents, le Soldat rose remarque la poupée que tient la petite sœur de Joseph, une petite poupée qui ressemble à Made in Asia : avec une robe comme un mouchoir et deux petits boutons bleus à la place des yeux : il comprend que c'est sa fiancée.
Le directeur est tellement content que cette affaire de disparition soit résolue, qu'il propose même à Joseph de choisir un jouet. Évidemment, Joseph choisit le soldat rose.
Finalement, le directeur du grand magasin, content que l'affaire de disparition soit résolue, annonce qu'il a décidé de fermer le rayon jouets, car les clients se plaignent qu'ils sont trop chers. Il a décidé de donner tous les jouets à un orphelinat. Les jouets éclatent de joie car ils peuvent rester ensemble pour toujours.

## Distribution
| Personnages                  | Interprètes                      | Interprètes                                   |
| Personnages                  | Distribution originale 2006 (CD) | Nouvelle distribution 2023 (comédie musicale) |
| ---------------------------- | -------------------------------- | --------------------------------------------- |
| Le Soldat rose               | Matthieu Chedid                  | Merwan Bermansour                             |
| Joseph                       | Raoul Le Pennec (d)              | Juliette Cohen                                |
| La Voix du grand magasin     | Catherine Jacob                  | Céline Monsarrat                              |
| Betty Quette                 | Jeanne Cherhal                   | Clara Poulet                                  |
| Cousin Puzzle                | Albin de la Simone               | Jérémy Petit                                  |
| Made in Asia                 | Vanessa Paradis                  | Océane Berland                                |
| Le conducteur de train       | Sanseverino                      | Yoann Launay                                  |
| La Panthère noire en peluche | Louis Chedid                     | Fanny Fourquez                                |
| Le Petit Chimiste            | Bénabar                          | Jérémy Petit                                  |
| Le Roi et la Reine           | Shirley et Dino                  | Janis Palu et Fanny Fourquez                  |
| Le Gardien de nuit           | Francis Cabrel                   | Yoann Launay                                  |
| L'Homme de ménage            | Alain Souchon                    | Janis Palu                                    |
| La Fiancée du Soldat rose    | Céline Bary (d)                  | Océane Berland                                |

## Numéros musicaux
| No  | Titre                                                                                      | Durée |
| --- | ------------------------------------------------------------------------------------------ | ----- |
| 1.  | La Valse des étiquettes (Jeanne Cherhal)                                                   | 3:05  |
| 2.  | Le monde des grands est trop petit (Raoul Le Pennec (d)                                    | 2:27  |
| 3.  | Le Soldat rose (-M-)                                                                       | 3:13  |
| 4.  | Tout le monde se presse (Sanseverino)                                                      | 2:48  |
| 5.  | Cousin Puzzle (Andy Cocq)                                                                  | 2:58  |
| 6.  | Chien et Chat (Shirley et Dino)                                                            | 3:33  |
| 7.  | Comme les pièces d'un puzzle (Albin de la Simone)                                          | 2:58  |
| 8.  | Gardien de nuit (Francis Cabrel)                                                           | 2:57  |
| 9.  | Made in Asia (Vanessa Paradis)                                                             | 4:27  |
| 10. | À demi-mot (-M-)                                                                           | 4:01  |
| 11. | Pour faire la colle à cœur brisé (Bénabar)                                                 | 2:30  |
| 12. | La Panthère noire en peluche (Louis Chedid)                                                | 3:33  |
| 13. | Lunettes bleues, lunettes roses (Alain Souchon)                                            | 3:17  |
| 14. | Un papa, une maman (Jeanne Cherhal, Bénabar, Vanessa Paradis, Sanseverino et Louis Chedid) | 3:47  |
| 15. | Love, Love, Love (-M- et Céline Bary (d)                                                   | 1:50  |
| 16. | Love, Love, Love "(Version longue)" (Tous les artistes)                                    | 3:34  |

## Distinctions
- Victoires de la musique 2007 : meilleur album de chansons/variétés de l'année [11]
- Victoires de la musique 2008 : DVD musical (réalisé par Jean-Louis Cap)[12]
- Les Trophées de la comédie musicale 2024 : 
  - Trophée de la comédie musicale jeune public[13]
  - Trophée de l’artiste interprète masculin dans un second rôle pour Yoann Launay

## Ventes
- L'album du Soldat rose s'est vendu à près de 500 000 exemplaires[10]
- Le DVD s'est vendu à plus de 80 000 exemplaires[14].
- Shirley et Dino attirent plus de 300 000 spectateurs pour un total de 140 représentations[14] et reçoivent le Globe de Cristal de la meilleure comédie musicale 2009[15].